# Glória Hungariae
A Glória Hungariae, egy hazai nemesítésű csemegeszőlő-fajta. Kocsis Pál nemesítette a két világháború között, az Ezeréves Magyarország emléke és a Thallóczy Lajos muskotály keresztezésével. Nem elterjedt, inkább kiskerti és gyűjteményes értékű fajta.

## Jellemzői
Tőkéje középerős növekedésű, tápdús talajon bőtermő. Lombozata szellős, közepesen zöldmunkaigényes. Levele vastag szövetű, bőrszerű, a levélnyél és a kacs feltűnően hosszú, pirosas színű. Fürtje vállas, nagy, laza, tetszetős, átlagosan 20dkg. Bogyói igen nagyok, tojásdadok, sárgászöldes színűek, rágós héjúak de lédúsak és húsosak; a rövid bogyóecset miatt peregnek. Szeptember második felében, október elején érik, nem rothad, téli fagyállósága közepes.

## Külső hivatkozás
Csemegszőlő és oltványcentrum – Glória Hungariae